# شقران هائم
شقران هائم (الاسم العلمي: Puccinia vagans) هو نوع من الفطريات يتبع جنس الشقران من الفصيلة الشقرانية.